# بناب (كوهستان)
بناب (بالفارسية: بناب) هي قرية تقع في إيران في Kuhestan Rural District. يقدر عدد سكانها بـ 29 نسمة .